# 大東濕地公園
大東濕地公園（Dadong Wetlands Park），前身為中正公園，位於臺灣高雄市鳳山區，佔地約9.33公頃，創建於1981年。因園區內的樹木配上湖間的倒影，被稱為「城市版忘憂森林」。

## 歷史
- 1981年創建，當時名為中正公園。
- 因縣市合併，於2012年9月完成公園南側5.73公頃改造。
- 2018年11月13日完成公園北側3.6公頃改造。

## 交通資訊

### 捷運
- 高雄捷運捷運大東站

### 公共自行車
- 高雄市公共自行車租賃系統：
  - 捷運大東站(1號出口)：捷運大東站1號出口西側廣場
  - 捷運大東站(2號出口)：大東一路/光遠路口南側

## 外部連結
- 大東濕地公園 - 高雄旅遊網 （页面存档备份，存于）